# バラキ (映画)
『バラキ』（原題: The Valachi Papers）は、1972年制作のイタリア・フランス・アメリカ合作映画。テレンス・ヤング監督。チャールズ・ブロンソン主演。

## 概要
オメルタ（血の掟）を破り、現役のマフィア構成員で初めてマフィアおよびコーサ・ノストラの実態をアメリカ議会（バラキ公聴会）で証言したジョゼフ・ヴァラキの証言を基にした、ピーター・マーズ（彼は『セルピコ』の著者でもある）のベストセラー『マフィア/恐怖の犯罪シンジケート』（The Valachi Papers, 日本リーダースダイジェスト社）の映画化。
ヴァラキの証言を通して、オメルタから始まるコーサ・ノストラ入会から出世、逃亡、そして当局に保護されるまでを描くことで、ラッキー・ルチアーノ等、実名で登場する本物のマフィア、コーサ・ノストラの歴史・実態が解り易く忠実に再現された。

## 制作の経緯
1968年に『マフィア/恐怖の犯罪シンジケート』がアメリカで出版されると、たちまち全米でベストセラーとなった。この映画化権を買い取ったテレンス・ヤングは様々な映画会社・プロデューサーに話を持ちかけたが、内容が内容なだけに皆及び腰だった。
そんな中、マフィアのルーツであるイタリア出身のディノ・デ・ラウレンティスがこの話に乗ったものの、当時はまだヴァラキ、ヴィト・ジェノヴェーゼとも存命（2人とも獄中にいた）で、しかもジェノヴェーゼは獄中からでも殺人を指示出来る程の強大な権力を持っていたため、制作開始のタイミングを慎重に見極めざるを得なかった。
その後、1969年にジェノヴェーゼ、1971年にヴァラキが相次いで獄中で死去した事からハリウッドのコロンビア ピクチャーズからゴーサインが出され、1972年3月14日、ニューヨークでクランクインしたが、ニューヨーク・マフィアのアンソニー・E・コロンボから脅迫を受け、わずか18日で撤収、その後はローマにあるラウレンティスのスタジオで撮影が行われ、完成にこぎつけた。

## スタッフ
- 監督：テレンス・ヤング
- 製作：ディノ・デ・ラウレンティス
- 脚本：スティーヴン・ゲラー、マッシモ・デ・リータ、アルドゥイーノ・マイウリ
- 原作：ピーター・マーズ『マフィア/恐怖の犯罪シンジケート』（常盤新平訳・日本リーダースダイジェスト社）
- 製作総指揮：ニーノ・クリスマン
- 撮影：アルド・トンティ
- 音楽：リズ・オルトラーニ

## キャスト
| 役名                           | 俳優                       | 日本語吹替                                                                         | 日本語吹替                     |
| 役名                           | 俳優                       | NETテレビ版                                                                        | 東京12ch版                     |
| ------------------------------ | -------------------------- | ---------------------------------------------------------------------------------- | ------------------------------ |
| ジョゼフ・ヴァラキ             | チャールズ・ブロンソン     | 大塚周夫                                                                           | 大塚周夫                       |
| ヴィト・ジェノヴェーゼ         | リノ・ヴァンチュラ         | 森山周一郎                                                                         | 森山周一郎                     |
| マリア                         | ジル・アイアランド         | 平井道子                                                                           | 芝田清子                       |
| サルヴァトーレ・マランツァーノ | ジョセフ・ワイズマン       | 大木民夫                                                                           | 大木民夫                       |
| トニー・ベンダー               | グイド・レオンティーニ     | 小林清志                                                                           | 寺島幹夫                       |
| ギャップ                       | ワルテル・キアーリ         | 羽佐間道夫                                                                         | 嶋俊介                         |
| ガエターノ・レイナ             | アメデオ・ナザーリ         | 加藤精三                                                                           | 日高晤郎                       |
| アルバート・アナスタシア       | ファウスト・トッツィ       | 西田昭市                                                                           | 田中康郎                       |
| ラッキー・ルチアーノ           | アンジェロ・インファンティ | 石森達幸                                                                           | 飯塚昭三                       |
| ジョー・マッセリア             | アレッサンドロ・スペルリ   | 緑川稔                                                                             | 渡部猛                         |
| サレルノ                       | マリオ・ピラー             | 田中康郎                                                                           | 国坂伸                         |
| バック                         | フレッド・ヴァレカ         | 加藤正之                                                                           | 緒方賢一                       |
| ライアン                       | ジェラルド・S・オローリン  | 島宇志夫                                                                           | 千田光男                       |
| レイナ夫人                     | プペラ・マッジオ           | 島木綿子                                                                           | 斉藤昌                         |
| ドナ                           | マリア・バクサ             | 渡辺典子                                                                           | 鈴木れい子                     |
| その他                         |                            | 仲木隆司 上田敏也 徳丸完 北村弘一 清川元夢 若本規夫 玄田哲章 塚田恵美子 鈴木れい子 | 渡辺典子 青木めい子 二又一成   |
|                                |                            |                                                                                    |                                |
| 演出                           |                            | 春日正伸                                                                           | 高桑慎一郎                     |
| 翻訳                           |                            | 鈴木導                                                                             | 鈴木導                         |
| 調整                           |                            | 山田太平                                                                           | 伊東忠美                       |
| 効果                           |                            | 赤塚不二夫                                                                         | 南部満治 大橋勝次              |
| 選曲                           |                            |                                                                                    | 河合直                         |
| 制作                           |                            | オムニバスプロモーション                                                           | ザック・プロモーション         |
| 初回放送                       |                            | 1974年4月6日・13日 『土曜映画劇場』                                                | 1978年6月15日 『木曜洋画劇場』 |